# آن أولريش
آن أولريش (بالألمانية: Anne Ulrich)‏ هي كيميائية ألمانية، ولدت في 31 ديسمبر 1966 في هامبورغ في ألمانيا.